# كأس الإنتركونتيننتال 1982
كأس الإنتركونتيننتال 1982 (بالإنجليزية: 1982 Intercontinental Cup)‏ هو الموسم 21 من  كأس الإنتركونتيننتال. الذي يشرف على تنظيمه الاتحاد الأوروبي لكرة القدم، وكان عدد الأندية المشاركة فيه  2، وفاز فيه بنيارول.